# Marian Victorowitsch Kowal
Marian Victorowitsch Kowal (russisch Мариа́н Ви́кторович Кова́ль, eigentlich Ковалёв, Kowaljow; * 4. Augustjul. / 17. August 1907greg. in Pristan Wosnessenija; † 15. Februar 1971 in Moskau) war ein russischer Komponist und Musikfunktionär.

## Laufbahn
Kowal erhielt ab seinem 6. Lebensjahr systematischen Klavierunterricht in Sankt Petersburg. 1918 bis 1920 besuchte er die Musikschule in Nischni Nowgorod und nahm dort Klavierunterricht bei Vera Alexandrowna Winogradowa. Von 1921 bis 1925 besuchte er das Musiktechnikum in Petrograd und nahm dort Klavierunterricht bei Michail Alexejewitsch Bichter sowie Musikgeschichte bei Wjatscheslaw Gawrilowitsch Karatygin. Ab 1925 besuchte Kowal das Moskauer Konservatorium und studierte dort Komposition bei Michail Gnessin. Er gehörte dort der Vereinigung PROKOLL (Schöpferisches Kollektiv der Kompositionsstudenten am Moskauer Konservatorium) an. 1928 brach er sein Studium ab und schloss sich der Russischen Assoziation der proletarischen Musiker (RAPM) an. Seine Kompositionskenntnisse und -fertigkeiten rundete er bei Nikolai Mjaskowski und Semjon Semjonowitsch Bogatyrjow ab. 1931 arbeitete er einige Monate als Monteur beim Aufbau von Magnitogorsk im Ural mit. Seit 1948 wirkte Kowal als Sekretär und Leitungsmitglied des Komponistenverbandes der UdSSR. Er stand der Kommission „Musik der nationalen Republiken“ vor. Von 1948 bis 1952 war er verantwortlicher Redakteur der Zeitschrift „Sowjetskaja musyka“ und von 1957 bis 1961 künstlerischer Leiter des Pjatnizki-Chores, mit dem er in Österreich, der CSSR, Kanada, der USA und Mexiko gastierte.

## Ehrungen
Kowal wurde 1943 mit dem Stalinpreis ausgezeichnet. 1947 verlieh man ihm den Titel „Verdienter Kunstschaffender der RSFSR“ und 1954 den gleichen Titel für die Litauische Republik.

## Wertungen
Frei von modernistischen Einflüssen sowie als konsequenter Kämpfer gegen jede Art von Konstruktivismus in der Musik hat Kowal stets eine innige Bindung an die musikalische Tradition und Folklore seines Heimatlandes gehalten. Hemmend für seine Entwicklung als Komponist wirkte sich die Mitgliedschaft in der RAPM und der von ihr propagierten Prinzipien der Geringschätzung des berufsmäßigen Komponistentums sowie der Missachtung der Instrumentalmusik aus. Für Koval selbst war die Musik seit jeher ein Mittel der Agitation. Ausgehend von kleineren Vokalformen (Massen-, Solo- und Chorlied) hat er den Weg zu Kantate, Oratorium und Oper gefunden. Mit der Erweiterung der Form ging eine Bereicherung der musikalischen Ausdrucksmittel einher. Deklamatorisch-rezitative Elemente traten zugunsten breiter Melodielinien zurück. „Wie sehr der Komponist um die musikalische Gestalt gerungen hat, geht auch daraus hervor, daß die meisten seiner größeren Werke ein- und mehrere Male überarbeitet wurden und in mehreren Fassungen vorliegen.“ Kowal war ein Meister des Chorsatzes, den er seit den 1930er Jahren zunehmend mit dramatischen Elementen ausstattete. Seine Opernchöre gestaltete er zu eindrücklichen Volks- und Massenszenen, die an die Tradition der klassischen russischen Oper, besonders der von Modest Mussorgski, anknüpften.
Im Westen ist Kowal als scharfzüngiger und feindseliger Kritiker der „westlich“ orientierten Musik Dmitri Schostakowitschs im Rahmen der zweiten stalinistischen Kulturkampagne um 1948 bekannt geworden. In Bezug auf die Neunte Sinfonie Schostakowitschs schildert ein Programmheft der Kölner Philharmonie von 2014 die Situation von 1948 treffend: „Komponisten wie Marian Kowal und Tichon Chrennikow, die wichtige kulturpolitische Ämter innehatten, rechneten schonungslos mit ihrem Kollegen Schostakowitsch ab. Seine intellektuellen Spielereien stellten einen Verrat an den Bedürfnissen des Volkes dar, der neoklassizistische Zug der Neunten sei ein Zeichen von Dekadenz. Kowal sah im Seitenthema des ersten Satzes das Abbild »eines derb fröhlichen Yankees, der unbedarft ein heiteres Motiv vor sich her pfeift«, und resümierte: »Der alte Haydn und ein waschechter Sergeant der US-Army, wenig überzeugend auf Charlie Chaplin getrimmt, jagten im Galopp mit allen Gebärden und Grimassen durch den 1. Satz dieser Sinfonie.«“ Schostakowitsch geriet in Folge dieser offiziellen Herabwürdigungen in eine existentielle Krise.

## Werke
Die zweite und jede folgende Jahreszahl geben wesentliche Überarbeitungen des jeweiligen Werkes durch den Komponisten an.
Bühnenwerke
- 1932: Semlja wstajot (Das Land erhebt sich; nach dem ungarischen Stück Megmozdul a Föld v. A. Hidas, russische Übersetzung von L. Kotschetkow)
- 1939, 1951, 1965: Wolk i semero kosljat (Der Wolf und die sieben Geißlein; nach dem Volksmärchen v. E. Manutscharowa u. M. Kowal), Kinderoper in drei Akten mit Prolog
- 1940, 1959: Jemeljan Pugatschow (W. Kamenski), Oper in fünf Akten
- 1943, 1949: Sewastopolzy (Die Männer v. Sewastopol; N.L. Braun u. S.D. Spasski), Oper in vier Akten mit Epilog
- 1929, 1949: Usadba (Der Gutshof; Ju. Anissimow nach A. Puschkin, Graf Nulin, 2. Fassung 1949 mit dem Text von S. Gorodezki)
- 1964: Aksjuscha (T. Ustinowa), Ballett

Chorwerke
- 1935, 1969: Skas o partisane (Die Geschichte vom Partisanen; A. Surkow), Gedicht in sechs Liedern für Bariton, Sopran und gemischten Chor mit Klavier
- 1939, 1972: Jemeljan Pugatschow (nach dem gleichnamigen Gedicht von W. Kamenski), Oratorium für drei Gesangssolisten, gemischten Chor und Symphonieorchester in 2 Teilen
- 1942: Narodnaja swjaschtschennaja wojna (Der hl. Volkskrieg; S. Alexandrowa, P. Afonin, M. Golodny, A. Prokofjew, N. Siderenko, Ja. Schwedow u. N. Waganowa), Oratorium
- 1942: Tschkalow (W. Kamenski), Oratorium für Gesangssolisten, Chor u. Symphonisches Orchester in acte Teilen
- 1968: Tschelowek (Ein Mensch; E. Mieželaitis), Oratorium
- 1947: Swjosdy Kremlja (Kremlsterne; L. Oschanin), Kantate für Sopran, Mezzosopran, Tenor und Bass mit Klavier
- 1949, 1969: Poema o Lenine (Lenin-Gedicht; ders.), Kantate für gemischten Chor a cappella
- 1933: Is shisni krasnoarmejza (Aus dem Leben eines Rotarmisten; A. Surkow), Suite für einen Solisten, Chor u. Klavier
- 1938: Semja narodow (Die Völkerfamilie; Volksdichtungen), Suite für Chor a cappella
- 1937: Wremena goda (Die Jahreszeiten; A. Puschkin) für Kinderchor
- 1942: Ilmen-osero (Der Ilmensee; M. Matussowski) für Männerchor a cappella
- 1946: Pjat stichotworenij F. Tjutschewa (fünf Gedichte v. F. Tjutschew) für gemischten Chor a cappella
- 1948: Pesni sibirskich ochotnikow (Lieder der sibirischen Jäger; L. Tschernomorzew) für Männerchor a cappella
- 1952: Po rodnoi strane (Durch die Heimat; B. Dubrowin), 19 Chorsätze
- 1964: Chory f. Gemischten Chor, für Männerchor und für Frauenchor
- 1966: Junost (Jugend), Lieder u. Chöre mit Klavier

Werke für Gesang und Klavier
- 1929: Pesni is odinotschki (Lieder aus der Gefängniszelle; A. Bogdanow u. M. Kowal)
- 1935: Episod is 1905 goda (Episode aus dem Jahre 1905; D. Bedny, N. Kusnezow, I. Frenkel u. Volksdichtung)
- 1935: Prokljatoje proschloje (Verfluchte Vergangenheit; N.A. Nekrassow)
- 1936, 1969: Puschkiniana, Zehn Gedichte von A. Puschkin für Sprecher, Singstimme u. Klavier
- 1939, 1957: O kakije pewzy! O, what singers!, Fünf Lieder auf Texte v. L. Hughes (russische Übersetzung von Ju. Anissimow)
- 1942, 1973: Frontowaja tetrad (Frontheft; M. Matussowski, K. Simonow u. a.)
- 1944: Ural-bogatyr (Der Recke Ural; W. Kamenski, M. Matussowski u. a.), Zehn Lieder
- 1951: Pesni na stichi negritjanskich poetow (Lieder auf Verse von Negerdichtern)
- 1955: Romansy i pesni na stichi P. Komarowa (Romanzen u. Lieder auf Gedichte von P. Komarow)
- 1958: Is japonskoi poesii (Aus der japan. Poesie)
- 1964: Detskije pesni (Kinderlieder)
- 1969: Jantarjok s solotymi lutschami (Der Bernstein mit den goldenen Strahlen; S. Neris; 1967)

Volksliedbearbeitungen
- 1962: Russkije narodnyje pesni für Flöte, Gesang und Klavier

Instrumentalmusik
- 1940: Desjat pjes na marijskije narodnyje temy (Zehn Stücke auf Volkslied-Themen der Mari) für Klavier
- 1955: Musykalnaja schkatulka (Die Spieldose), Sechs Stücke für Klavier
- 1963: Liritscheskaja powest (Lyrische Novelle) für Klavier
- 1956: Dwe pesni (Zwei Lieder) für Harfe
- 1956: Preljudija für Harfe
- 1946: Suite auf russische Volksweisen für Streichquartett

Schauspiel- und Filmmusik
- 1941: Musik zu dem Film Delo Artamonowych (Das Werk der Artamonows; nach M. Gorki; 1941)

Schriften
- 1968: S pesnei skwos gody. Gossudarstwenny russki chor imeni M.E. Pjatnizkowo (Mit dem Lied durch die Jahre. Der Staatliche Russische M.E. Pjatnizki-Volkschor)
- Zahlreiche Aufsätze in Zeitschriften und Zeitungen (vgl. hierzu: G.B. Bernandt u. I.M. Jampolski, Kto pisal o musyke (Wer schrieb über Musik) II, 1974, 51 f.)